# Sonatrach
Sonatrach (tiếng Ả Rập: سوناطراك) (Société Nationale pour la Recherche, la Production, le Transport, la Transform, et la Commercialization des Hydrocarbures) là một công ty thuộc sở hữu của chính phủ Algeria được thành lập để thăm dò các nguồn hydrocarbon của đất nước. Công ty có một số liên doanh ở Libya, Mauritania, Peru, Yemen và Venezuela. Các hoạt động của công ty bao gồm tất cả các khía cạnh của sản xuất: thăm dò, khai thác, vận chuyển và tinh chế. Công ty đầu tư đa dạng hóa vào hóa dầu và khử mặn nước biển.

## Tổng quan
Sonatrach là công ty lớn nhất của Algeria và châu Phi và là tập đoàn dầu khí lớn thứ 11 trên thế giới. Tổng doanh thu  (tính đến năm 2002) là 1.530 tỷ dinar Algeria với thu nhập ròng 175 tỷ. Công ty, sử dụng khoảng 120.000 công nhân, sản xuất 30% GNP của Algeria. Hàng năm, tạo ra 206 triệu tấn dầu tương đương (ToE), bao gồm 24 triệu ToE, tương đương 11,7%, cho thị trường nội địa Algeria. Sonatrach vận hành mỏ dầu lớn nhất ở Algeria, Hassi Messaoud, nơi sản xuất khoảng 440.000 bbl/d (70.000 m3/d)  dầu thô năm 2006. Sonatrach cũng vận hành cánh đồng Hassi R'Mel (phía bắc Hassi Messaoud, phía nam Algiers), nơi sản xuất khoảng 180.000 bbl/d (29.000 m3/d) dầu thô. Các lĩnh vực chính khác được điều hành bởi Sonatrach bao gồm Tin Fouye Tabankort Ordo, Zarzaitine, Haoud Berkaoui / Ben Kahla và Ait Kheir.
Sonatrach điều hành hơn 2400 km đường ống dẫn dầu thô trong nước. Các đường ống quan trọng nhất vận chuyển dầu thô từ mỏ Hassi Messaoud đến địa điểm xuất khẩu. Sonatrach cũng vận hành mạng lưới đường ống ngưng tụ dầu và LPG liên kết Hassi R'mel và khu vực khác với Arzew.

### Các lĩnh vực được chọn

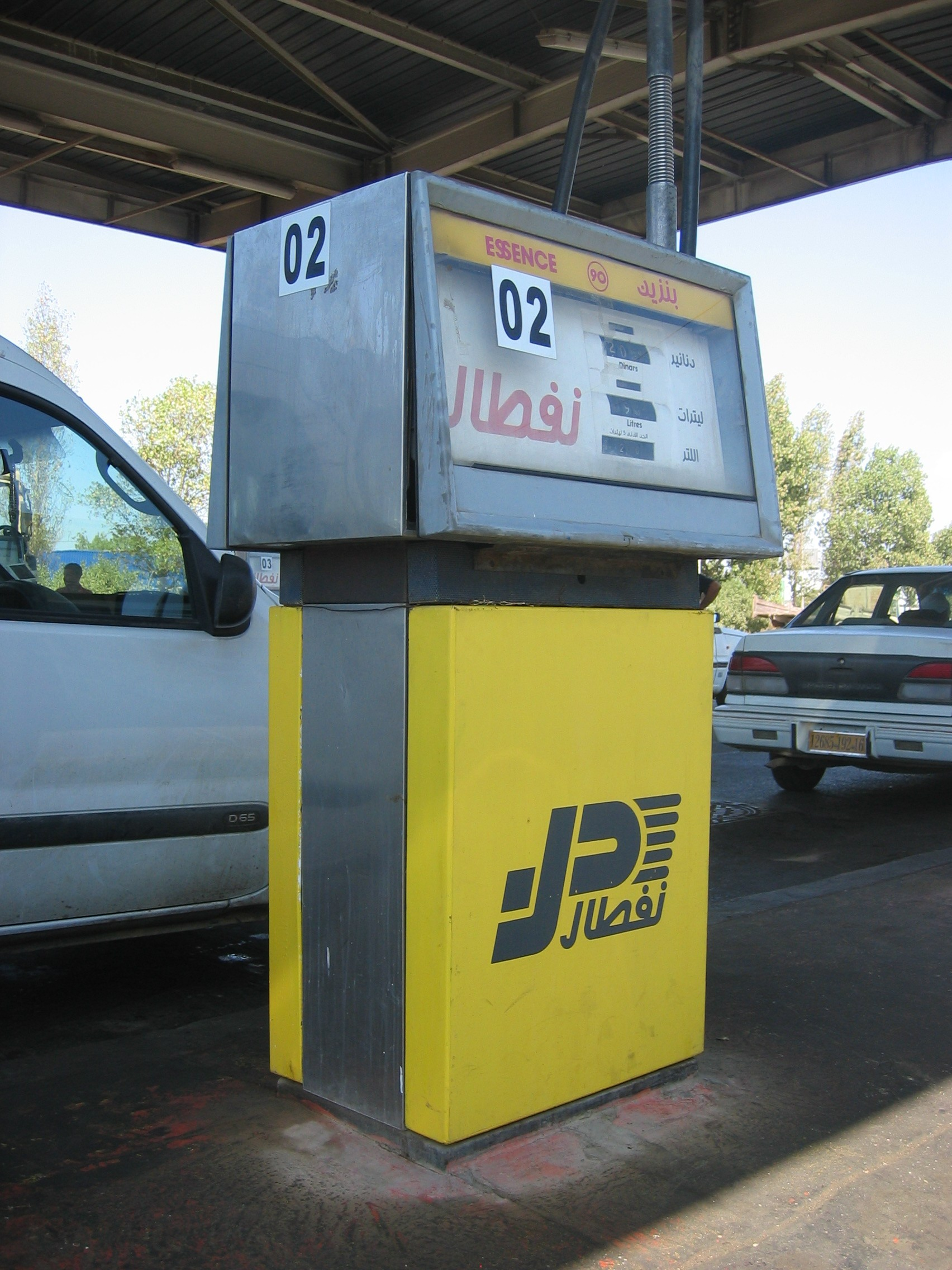
Một bơm xăng Naftal

| Cánh đồng                  | lưu vực | Sản xuất hàng năm           | Dự trữ | Khám phá | Toán tử   |
| -------------------------- | ------- | --------------------------- | ------ | -------- | --------- |
| Cánh đồng Hassi Messaoud   |         | 440.000 bbl/d (70.000 m3/d) |        |          | Sonatrach |
| Trường khí Hassi R'Mel     |         | 180.000 bbl/d (29.000 m3/d) |        |          | Sonatrach |
| Lĩnh vực Zarzautine        |         |                             |        |          | Sonatrach |
| Ait Kheir                  |         |                             |        |          | Sonatrach |
| Haoud Berkaoui / Ben Kahla |         |                             |        |          | Sonatrach |
| Tin Fouye Tabankort Ordo   |         |                             |        |          | Sonatrach |

## Những vụ bê bối tham nhũng
Sonatrach đã đình chỉ tất cả các quản lý cấp cao của công ty sau khi hai phó chủ tịch của công ty bị cầm tù vì tham nhũng. Bộ trưởng Năng lượng của Algeria, Chakib Khelil tuyên bố chủ tịch của công ty và một số giám đốc điều hành đã được đặt dưới sự giám sát tư pháp. Năm 2013, Khelil cũng bị buộc tội nhận hối lộ từ một công ty con của công ty năng lượng Eni.

## Chủ tịch
- Sid Ahmed Ghozali (1966 - 1977)
- Yousef Yousfi (1985 - 1988)
- Sadek Boussena (1988 - 1990)
- Abdelhak Bouhafs (1990 - 1995)
- Nazim Zouioueche (tháng 3 năm 1999 - 2000)
- Chakib Khelil (tháng 3 năm 2001 - 2003)
- Mohamed Meziane (tháng 9 năm 2003 - 2010)
- Nordine Cherouati (tháng 5 năm 2010 - tháng 12 năm 2011)
- Abdelhamid Zerguine (tháng 12 năm 2011 - tháng 7 năm 2014)
- Sahnoune cho biết (tháng 7 năm 2014 - tháng 6 năm 2015)
- Amine Mazouzi (tháng 6 năm 2015 - Tháng 3 năm 2017)
- Abdelmoumen Ould Kaddour (tháng 3 năm 2017 đến nay)